# Receptor de TGF-beta 1
El receptor del factor de crecimiento transformante beta 1 (TGFBR1) es un receptor de TGF-beta codificado en humanos por el gen HGNC TGFBR1 , corresponde a la actividad enzimática EC 2.7.11.30
Este receptor de TGF-beta 1 forma un complejo heterodimérico con el receptor de TGF-beta 2 cuando se encuentra unido al TGF-beta, transduciendo la señal desde la superficie celular al citoplasma. Este receptor posee actividad serina/treonina proteína cinasa. Se han asociado mutaciones de este gen con el síndrome de Loeys-Dietz (LDAS).

## Interacciones
El receptor de TGF-beta 1 ha demostrado ser capaz de interaccionar con:
- SMAD7[2][3][4][5][6][7]
- FKBP1A[8][9]
- TGF-beta 1[10][11]
- Caveolina 1[12]
- FNTA[13]
- PPP2R2A[14]
- Receptor de TGF-beta 2[15][12]
- Endoglina[16][17]
- HSP90AA1[18]
- STRAP[19][7]

## Lecturas complementarias
- Massagué J (1992). «Receptors for the TGF-beta family.». Cell 69 (7): 1067-70. PMID 1319842. doi:10.1016/0092-8674(92)90627-O.
- Wrana JL (1998). «TGF-beta receptors and signalling mechanisms.». Mineral and electrolyte metabolism 24 (2-3): 120-30. PMID 9525694. doi:10.1159/000057359.
- Josso N, di Clemente N, Gouédard L (2001). «Anti-Müllerian hormone and its receptors.». Mol. Cell. Endocrinol. 179 (1-2): 25-32. PMID 11420127. doi:10.1016/S0303-7207(01)00467-1.

- Datos: Q14911572